# Lutz Simon Eilert
Lutz Simon Eilert (* vor 2008) ist ein deutscher Schauspieler.

## Leben
Lutz Simon Eilert ist der ältere Bruder des Schauspielers Paul Eilert.
Sein Filmdebüt machte Eilert 2015 im Spielfilm Im Spinnwebhaus, wo er eine der Hauptrollen spielte. Im gleichen Jahr war er im Kurzfilm Wächter der Spieluhr und in einer Episode der Fernsehserie Armans Geheimnis zu sehen. 

## Filmografie
- 2015: Im Spinnwebhaus
- 2015: Wächter der Spieluhr (Kurzfilm)
- 2015: Armans Geheimnis (Fernsehserie, Episode 1x01)